# Nikolaj Kuljemin

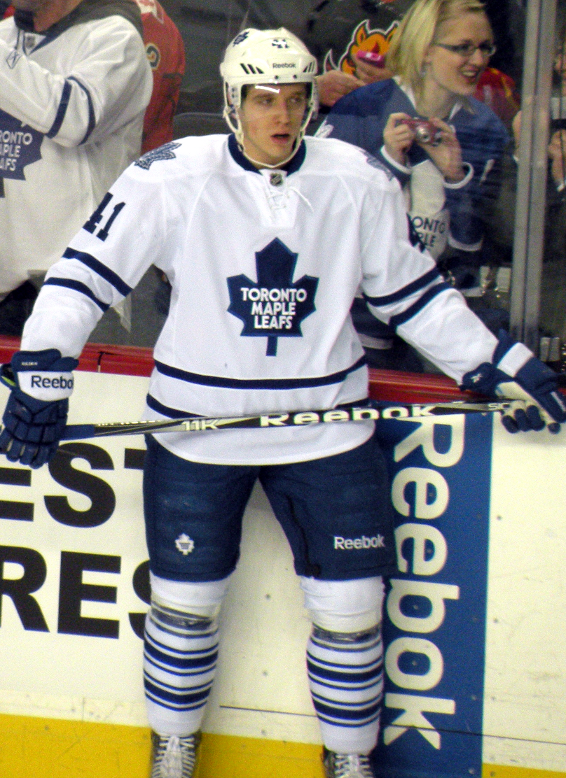
Kuljemin i Toronto

Nikolaj Vladimirovitj Kuljemin, född 14 juli 1986 i Magnitogorsk, Ryska SFSR, Sovjetunionen (idag Ryssland), är en rysk professionell ishockeyspelare som spelar för Metallurg Magnitogorsk i KHL.
Han har tidigare spelat på NHL-nivå för New York Islanders och Toronto Maple Leafs och på lägre nivåer för Toronto Marlies i AHL och Metallurg Magnitogorsk i KHL.
Han valdes av Toronto Maple Leafs i NHL-draften 2006 som 44:e spelare totalt.

## Klubblagskarriär
Nikolaj Kuljemin spelade tre säsonger i ryska superligan, RSL, för Metallurg Magnitogorsk från 2005 till 2008. På 142 grundseriematcher gjorde han 53 mål och 32 assist för totalt 85 poäng, tillsammans med 113 utvisningsminuter. På 37 slutspelsmatcher för Metallurg gjorde han 14 mål och 7 assist för 21 poäng, tillsammans med 45 utvisningsminuter.
Kuljemin var med och vann en RSL-titel med Metallurg Magnitogorsk 2007.

### NHL

#### Toronto Maple Leafs
Kuljemin skrev ett treårigt entry level-kontrakt med Toronto Maple Leafs den 25 maj 2007. 
Han debuterade i NHL säsongen 2008–09 med 15 mål och 16 assist för totalt 31 poäng på 73 matcher. 
Kuljemin gjorde sitt första NHL-mål i sin första NHL-match den 9 oktober 2008 i en match mot Detroit Red Wings som Maple Leafs vann med 3-2.
Säsongen 2009–10 spelade han 78 matcher för Maple Leafs och gjorde 16 mål och 20 assist för 36 poäng.
Inför säsongen 2010–11 skrev han på en kontraktsförlängning på två år till ett värde av 4,7 miljoner dollar. Den säsongen skulle bli Kuljemins genombrott i NHL då han sköt 30 mål och samlade ihop till 57 poäng på 82 matcher.
Han skrev på en ny kontraktsförlängning med Maple Leafs i juli 2012, också denna gång för två år med ett värde av 5,6 miljoner dollar.

#### New York Islanders
Den 1 juli 2014 blev han free agent och den 4 juli skrev han på ett fyraårskontrakt värt 16,75 miljoner dollar med New York Islanders.

### KHL

#### Metallurg Magnitogorsk
Den 3 juli 2018 stod det klart att Kuljemin återvänder till Ryssland, då han skrev på ett kontrakt med sin gamla klubb i KHL, Metallurg Magnitogorsk.

## Statistik

### Klubbkarriär
| 2005–06    | Metallurg Magnitogorsk | RSL        | 31  | 5   | 8   | 13  | 8   | 11 | 2  | 4 | 6  | 6  |
| 2006–07    | Metallurg Magnitogorsk | RSL        | 54  | 27  | 12  | 39  | 42  | 15 | 10 | 1 | 11 | 10 |
| 2007–08    | Metallurg Magnitogorsk | RSL        | 57  | 21  | 12  | 33  | 63  | 11 | 2  | 2 | 4  | 29 |
| 2008–09    | Toronto Maple Leafs    | NHL        | 73  | 15  | 16  | 31  | 18  | —  | —  | — | —  | —  |
|            | Toronto Marlies        | AHL        | 5   | 0   | 0   | 0   | 0   | —  | —  | — | —  | —  |
| 2009–10    | Toronto Maple Leafs    | NHL        | 78  | 16  | 20  | 36  | 16  | —  | —  | — | —  | —  |
| 2010–11    | Toronto Maple Leafs    | NHL        | 82  | 30  | 27  | 57  | 26  | —  | —  | — | —  | —  |
| 2011–12    | Toronto Maple Leafs    | NHL        | 70  | 7   | 21  | 28  | 6   | —  | —  | — | —  | —  |
| 2012–13    | Metallurg Magnitogorsk | KHL        | 36  | 14  | 24  | 38  | 26  | —  | —  | — | —  | —  |
|            | Toronto Maple Leafs    | NHL        | 48  | 7   | 16  | 23  | 22  | 7  | 0  | 1 | 1  | 0  |
| 2013–14    | Toronto Maple Leafs    | NHL        | 70  | 9   | 11  | 20  | 24  | —  | —  | — | —  | —  |
| 2014–15    | New York Islanders     | NHL        | 82  | 15  | 16  | 31  | 21  | 7  | 1  | 1 | 2  | 2  |
| 2015–16    | New York Islanders     | NHL        | 81  | 9   | 13  | 22  | 22  | 11 | 1  | 3 | 4  | 2  |
| 2016–17    | New York Islanders     | NHL        | 72  | 12  | 11  | 23  | 18  | —  | —  | — | —  | —  |
| 2017–18    | New York Islanders     | NHL        | 13  | 1   | 2   | 3   | 0   | —  | —  | — | —  | —  |
| 2018–19    | Metallurg Magnitogorsk | KHL        | —   | —   | —   | —   | —   | —  | —  | — | —  | —  |
| NHL totalt | NHL totalt             | NHL totalt | 669 | 121 | 153 | 274 | 173 | 25 | 2  | 5 | 7  | 4  |
| RSL totalt | RSL totalt             | RSL totalt | 142 | 53  | 32  | 85  | 113 | 37 | 14 | 7 | 21 | 45 |